# North Hero
North Hero ist eine Town im Grand Isle County des Bundesstaates Vermont in den Vereinigten Staaten und mit nur 939 Einwohnern (nach der Volkszählung von 2020) ist es der zweitkleinste Verwaltungssitz (Shire Town) eines Countys in Vermonts nach Guildhall.

## Geografie

### Geografische Lage
North Hero liegt auf einer der größeren Inseln im Lake Champlain, dem lang gestrecktem, schmalen North Hero Island, an der Grenze zum Bundesstaat New York und zwanzig Kilometer südlich der Grenze zu Kanada. North Hero ist von weiteren Inseln umgeben. Im Nordwesten liegt Pine Island, im Westen die Isle la Motte, im Süden Grand Island und im Osten Butler Island und südlich davon Knight Island. Die Oberfläche ist eben und einige kleine Bäche durchfließen die Town

### Nachbargemeinden
Die umliegenden Gemeinden sind über Straßenbrücken auch auf dem Landweg zu erreichen, was aber meist zu erheblichen Umwegen führt. Im Folgenden bezieht sich eine zweite Entfernungsangabe deswegen immer auf diese längere Straßenverbindung; alle anderen Entfernungsangaben sind Luftlinien-Abstände.
- Norden: Alburgh, 16 km
- Nordosten: Swanton, 15 km/30 km
- Osten: St. Albans, 15 km/45 km
- Süden: South Hero, 20 km
- Westen: Isle La Motte, 7 km/15 km

### Klima
Die mittlere Durchschnittstemperatur in North Hero liegt zwischen −9,44 °C (15 °Fahrenheit) im Januar und 20,6 °C (69 °Fahrenheit) im Juli. Damit ist der Ort gegenüber dem langjährigen Mittel der USA um etwa 9 Grad kühler. Die Schneefälle zwischen Mitte Oktober und Mitte Mai liegen mit mehr als zwei Metern etwa doppelt so hoch wie die mittlere Schneehöhe in den USA. Die tägliche Sonnenscheindauer liegt am unteren Rand des Wertespektrums der USA, zwischen September und Mitte Dezember sogar deutlich darunter.

## Geschichte

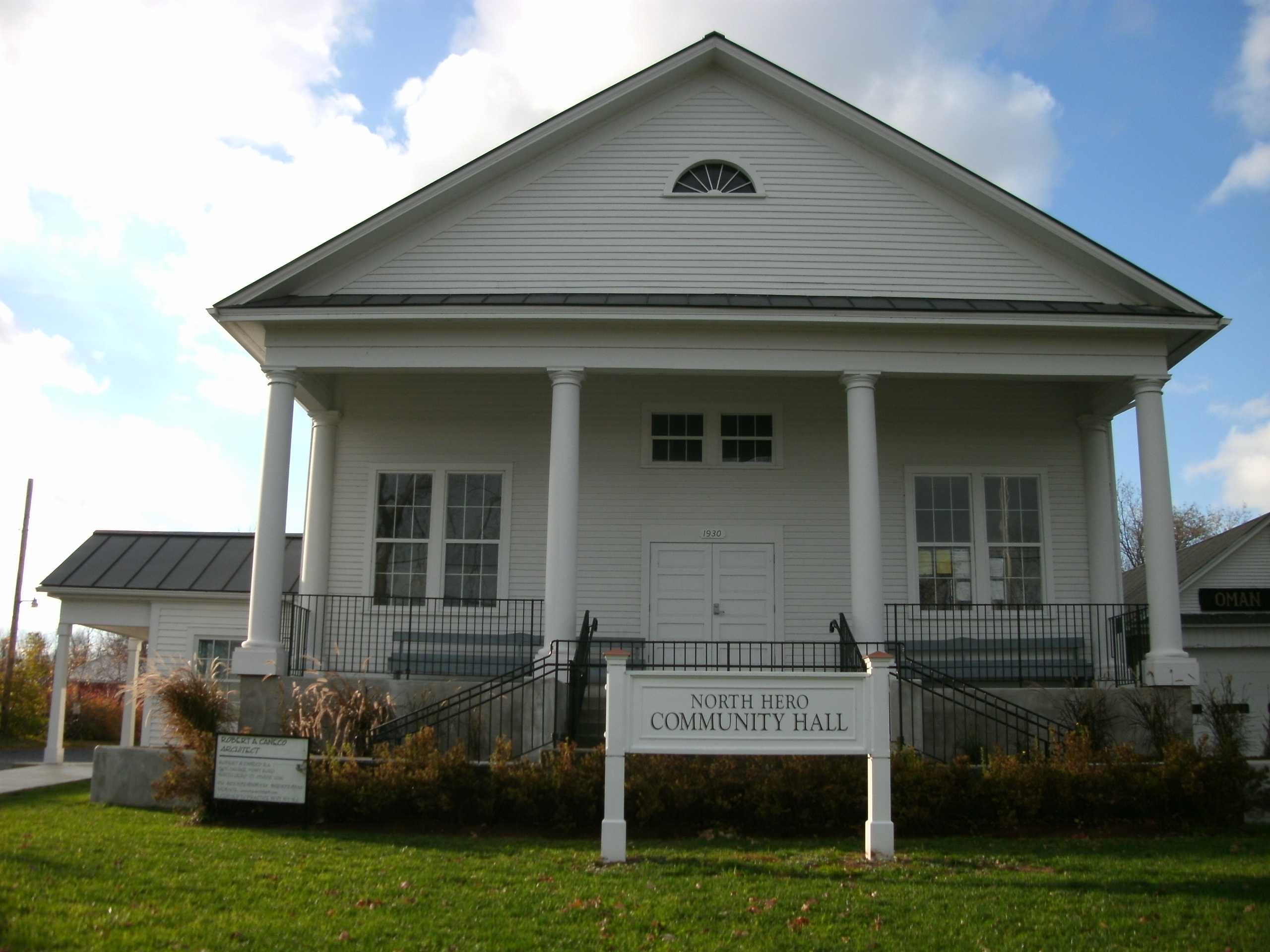
Community Hall, North Hero

Die Gemeinde gehörte ursprünglich, zusammen mit den heutigen Gemeinden South Hero und Grand Isle, zu einem Kolonialisierungsgebiet, das 1779 als Two Heros bekannt war und an 365 Kriegsveteranen aus dem amerikanischen Befreiungskrieg gegeben worden war. Zu diesen Veteranen gehörten auch Ethan Allen und Samuel Herrick. Ob es diese beiden Personen waren, nach denen der Landstrich benannt wurde, ist umstritten. Andere Stimmen bezeichnen Ethans Bruder Ira als den zweiten Hero. Das Ursprungsgebiet wurde 1798 in drei Bereiche, unterteilt: North Hero, South Hero und Middle Hero, das ursprünglich aber der Verwaltung South Heros unterstand und erst 1810 unter dem heutigen Namen Grand Isle selbständig wurde.
Die Einwohner leben zum einen von der Landwirtschaft, zum anderen aber auch vom Tourismus: eine Reihe von Inseln, die North Hero vorgelagert sind, wurden zu Nationalparks erklärt und stehen unter Naturschutz. Auch am Ostufer der eigenen Insel findet sich ein Nationalpark: der North Hero State Park.

### Religion
Im Ort sind zwei Kirchengemeinden angesiedelt: eine römisch-katholische und eine methodistische.

### Einwohnerentwicklung
| Jahr      | 1700 | 1710 | 1720 | 1730 | 1740 | 1750 | 1760 | 1770 | 1780 | 1790 |
| --------- | ---- | ---- | ---- | ---- | ---- | ---- | ---- | ---- | ---- | ---- |
| Einwohner |      |      |      |      |      |      |      |      |      | 125  |
| Jahr      | 1800 | 1810 | 1820 | 1830 | 1840 | 1850 | 1860 | 1870 | 1880 | 1890 |
| Einwohner | 324  | 552  | 503  | 638  | 716  | 730  | 594  | 601  | 637  | 550  |
| Jahr      | 1900 | 1910 | 1920 | 1930 | 1940 | 1950 | 1960 | 1970 | 1980 | 1990 |
| Einwohner | 712  | 496  | 494  | 485  | 442  | 407  | 328  | 364  | 442  | 502  |
| Jahr      | 2000 | 2010 | 2020 | 2030 | 2040 | 2050 | 2060 | 2070 | 2080 | 2090 |
| Einwohner | 810  | 803  | 939  |      |      |      |      |      |      |      |

## Kultur und Sehenswürdigkeiten

### Parks
Im Norden der Town befindet sich der North Hero State Park. Er ist 399 Acre (161,5 Hektar) groß und wurde 1963 gegründet. Da sich der State Park nur wenig über dem Wasserpegel des Lake Champlains befindet, wird er regelmäßig überflutet und es hat sich ein Auenwald gebildet, der für Vermont ungewöhnlich und nur am Lake Champlain zu finden ist. Im State Park leben Weißwedelhirsche und viele unterschiedliche Wasservögel.

## Wirtschaft und Infrastruktur

### Verkehr
Über North Hero läuft die einzige Straßenverbindung zwischen Vermont und New York nördlich des Lake Champlain auf dem U.S. Highway 2 in nordsüdlicher Richtung von Alburgh im Norden nach Grand Isle im Süden zu beiden Towns führt der Highway über Brücken. In North Hero gibt es keine Haltestelle der Amtrak. In Grand Isle gibt es keine Haltestelle der Amtrak. Die nächstgelegenen Haltestellen befinden sich in Rouses Point oder St. Albans.

### Öffentliche Einrichtungen
Es gibt kein Krankenhaus in North Hero. Das nächstgelegene Hospital ist das University of Vermont Medical Center in Burlington.

### Bildung

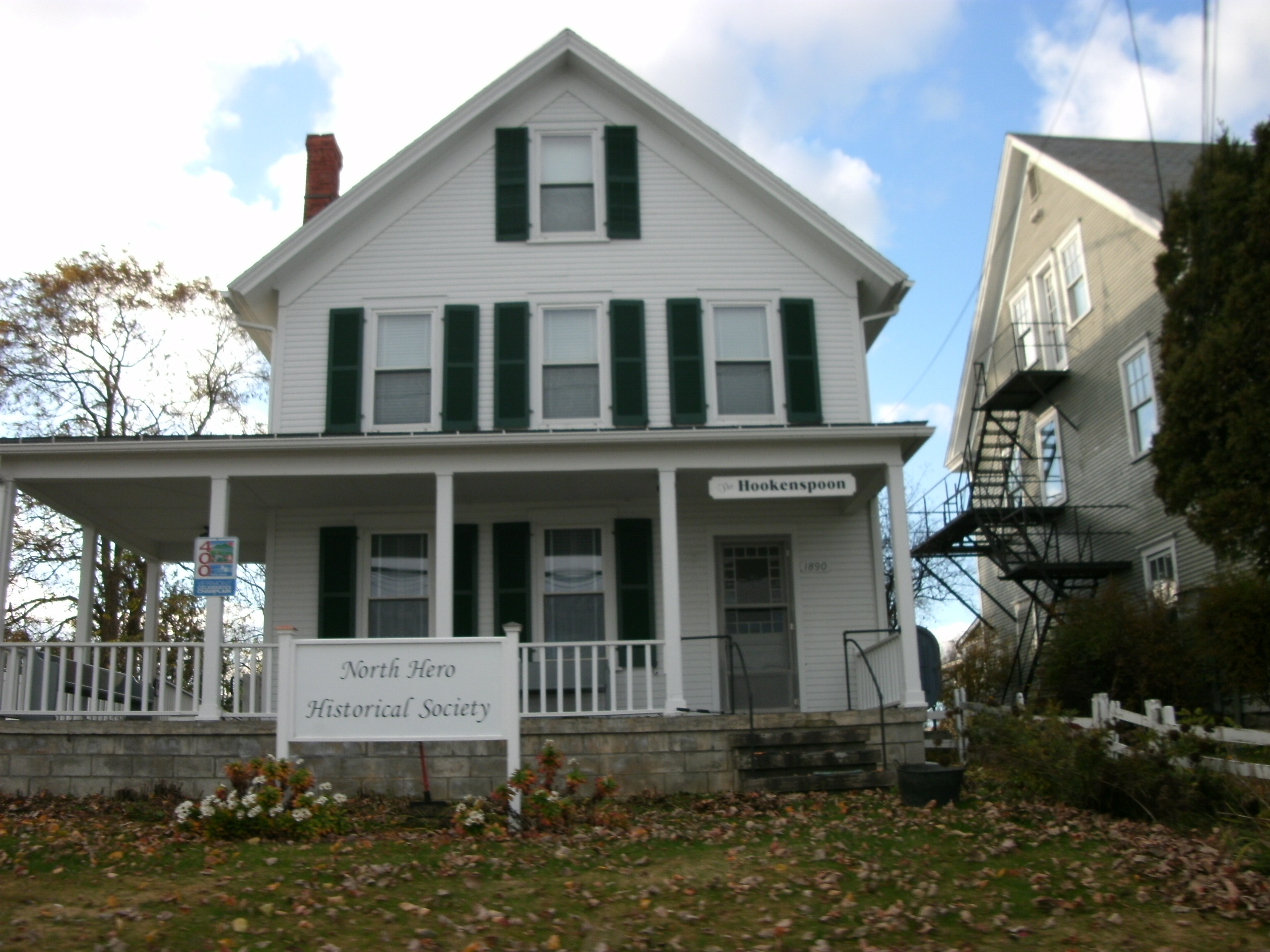
Historisches Haus, heute Sitz der Historical Society

North Hero gehört mit Alburgh, Grand Isle, Isle La Motte und South Hero zur Grand Isle Supervisory Union. Die North Hero School bietet Schulklassen vom Kindergarten bis zum sechsten Schuljahr.
Die North Hero Public Library wurde auf einer Sitzung der Town am 4. März 1913 gegründet. Zunächst wurde sie in unterschiedlichen Häusern untergebracht. Nachdem die Town Hall fertig gestellt worden war, zog die Bibliothek in einen Raum im Erdgeschoss ein. Im Mai 1979 beschloss die Town, das alte Schulgebäude zu renovieren und die Bibliothek zog im Jahr 1980 ein. Die North Hero Historical Society wurde 1989 gegründet.

## Persönlichkeiten

### Söhne und Töchter der Stadt
- Jedd P. Ladd (1828–1894), US-amerikanischer Politiker